# 山川咲
山川 咲（やまかわ さき、1983年 - ）は、日本の起業家、ウェディングプランナー。東京都出身。

## 来歴
幼少期にフジテレビを退職した父の山川建夫とワゴンカーでの日本１周をした後、千葉の大自然の中、15歳まで自分でお風呂を薪で焚くような生活環境で育つ。志学館高校を卒業後、神田外語大学外国語学部に進学。2006年人材教育のベンチャー企業へ入社し、2012年に株式会社CRAZYを創業。不可能だと言われた完全オーダーメイド結婚式を生み出す、CRAZY WEDDINGを立ち上げ、業界の革命児と呼ばれる。
2020年にCRAZYから独立。同年12月にホテル＆レジデンスブランドSANUへ参画。
2021年1月、神山まるごと高専のクリエイティブディレクターに就任。

## 著書
- 「幸せをつくるシゴト」（講談社・978-4062188883）。

## 出演
- 情熱大陸（2016年・毎日放送）